# Promoción de Honor Regional 1 de Guadalupe
La Promoción de Honor Regional de Guadalupe es la segunda división de fútbol de Guadalupe. Fue fundada en 1994 y está organizada por la Liga Guadalupense de Fútbol.

## Guadeloupe Promotion d’Honneur Régionale 1 - 2022-23

### Grupo A
- AS Le Moule
- ASC Madiana
- CS Saint-François
- L'Élair De Petit-Bourg
- Rapid Club
- Resistance Bouillante
- RC Basse-Terre
- UNAR
- US Ansoise
- US Cambrefort
- USC Bananier
- USGB
- USR Sainte-Rose
- Zénith Morne-à-l'Eau

### Grupo B
- AC Saint-Robert
- AJ Saint-Félix
- Amical Club
- Arsenal Club
- AS Dragon
- AS La Fregate
- ASAC Cygne Noir
- ASS Juvenis
- CA Marquisat
- CS Bouillantais
- Intrépide
- JS Abymienne
- OC Morne A l'Eau

## Palmarés
| Año     | Campeón                                    |
| ------- | ------------------------------------------ |
| 1994-95 | Arsenal Club                               |
| 1995-96 | CS Bouillantais                            |
| 1996/97 | Phare du Canal                             |
| 1997/98 | Desconocido                                |
| 1998/98 | Solidarité Scolaire                        |
| 1999/00 | AS La Fregate y Intrépide                  |
| 2000/01 | Desconocido                                |
| 2001/02 | Jeunesse Evolution FC y Evolucas           |
| 2002/03 | US Baie-Mahault y ASG Juventus             |
| 2003/04 | Jeunesse Evolution FC y Evolucas           |
| 2004/05 | Rapid Club y AS La Fregate                 |
| 2005/06 | Amical Club Marie Galante                  |
| 2006/07 | Evolucas                                   |
| 2007/08 | US Baie-Mahault                            |
| 2008/09 | AJSS Saintes                               |
| 2009/10 | Phare du Canal                             |
| 2010/11 | Racing Club de Basse-Terre                 |
| 2011/12 | CA Marquisat                               |
| 2012/13 | RS Guadeloupe                              |
| 2013/14 | Jeunesse Evolution FC                      |
| 2014/15 | Amical Club Marie Galante                  |
| 2015/16 | USC Bananier                               |
| 2016/17 | L'Étoile de Morne-à-l'Eau                  |
| 2017/18 | AS Gosier                                  |
| 2018/19 | Jeunesse Evolution FC y JS Vieux-Habitants |
| 2019/20 | CS Saint-François y RS Guadeloupe          |
| 2020/21 | Siroco Les Abymes                          |
| 2021/22 | AO Gourbeyrienne                           |

## Títulos por club
| Club                        | Campeón | Años campeón                       |
| --------------------------- | ------- | ---------------------------------- |
| Jeunesse Evolution FC       | 4       | 2001/02, 2003/04, 2013/14, 2018/19 |
| Evolucas                    | 3       | 2001/02, 2003/04, 2006/07          |
| AS La Fregate               | 2       | 1999/00, 2004/05                   |
| US Baie-Mahault             | 2       | 2002/03, 2007/08                   |
| Phare du Canal              | 2       | 1996/97, 2009/10                   |
| Amical Club Marie Galante   | 2       | 2005/06, 2014/15                   |
| RS Guadeloupe               | 2       | 2012/13, 2019/20                   |
| Arsenal Club                | 1       | 1994/95                            |
| CS Bouillantais             | 1       | 1995/96                            |
| Solidarité Scolaire         | 1       | 1998/99                            |
| Intrépide                   | 1       | 1999/00                            |
| ASG Juventus de Sainte-Anne | 1       | 2002/03                            |
| Rapid Club                  | 1       | 2004/05                            |
| AJSS Saintes                | 1       | 2008/09                            |
| Racing Club de Basse-Terre  | 1       | 2010/11                            |
| CA Marquisat                | 1       | 2011/12                            |
| USC Bananier                | 1       | 2015/16                            |
| L'Étoile de Morne-à-l'Eau   | 1       | 2016/17                            |
| AS Gosier                   | 1       | 2017/18                            |
| JS Vieux-Habitants          | 1       | 2018/19                            |
| CS Saint-François           | 1       | 2019/20                            |
| Siroco Les Abymes           | 1       | 2020/21                            |
| AO Gourbeyrienne            | 1       | 2021/22                            |